# Squaliobarbinae
Squaliobarbinae è una sottofamiglia di pesci d'acqua dolce appartenenti alla famiglia Cyprinidae.

## Generi e specie
Alla sottofamiglia appartengono 3 specie, di 3 generi diversi:
- Ctenopharyngodon idella
- Mylopharyngodon piceus
- Squaliobarbus curriculus